# 高校生の英会話
高校生の英会話（こうこうせいのえいかいわ）は、NHK教育テレビジョンで1964年4月9日から1968年3月29日まで放送されていたテレビ番組。 

## 概要
高等学校英語向け学校放送番組。

## 放送時間
- 木曜日13:40-14:00／金曜日15:20-15:40

## 出演者
- 半田一郎（1964年度 - 1965年度）
- カーラ・リクター（1965年度）
- 鈴木サンドラ（1966年度一学期）[2]
  - 夫の仕事の都合でアメリカに帰国することになったため降板[2]。
- 兼光スザーン（1966年度二学期・三学期）[2]
- ジェー・スクラッグス（1967年度）